# 横溝菜帆
横溝 菜帆（よこみぞ なほ、2008年〈平成20年〉3月27日 - ）は、日本の女優、『Popteen』レギュラーモデル。
神奈川県出身。テアトルエンターテインメント所属。

## 略歴・人物
テアトルアカデミーに所属して3歳から子役として活動を開始し、2012年のNHK大河ドラマ『平清盛』やフジテレビ系『息もできない夏』、AKB48『ギンガムチェック』のミュージックビデオ、トヨタ自動車「ポルテ」のCM「パパの想い」編などに出演。2014年公開の実写映画『魔女の宅急便』で主人公・キキの幼少期を演じる。
2018年7月期放送のTBS系火曜ドラマ『義母と娘のブルース』で娘・みゆきの幼少期を演じて注目を集める。同年12月公開の劇場アニメ『グリンチ』の日本語吹き替え版で声優に初挑戦、日本語吹き替え版メインキャストとして11月にニューヨークで開催されたワールドプレミアにも出席した。
2019年度後期のNHK連続テレビ小説『スカーレット』で、大島優子演じるヒロインの友人・熊谷照子の幼少時代を演じる。
2024年10月末より、ニュージーランドへホームステイ留学し、2025年3月に帰国した。

## 人物
趣味、特技はフラダンス。

## 出演

### テレビドラマ
- 大河ドラマ 平清盛（2012年、NHK総合） - 滋子（幼少期） 役
- 息もできない夏（2012年7月10日 - 9月18日、フジテレビ） - 谷崎玲（幼少期） 役
- シングルマザーズ（2012年10月23日 - 12月11日、NHK総合） - 木島綾乃（幼少期） 役
- ゆりちかへ ママからの伝言（2013年1月26日、メ〜テレ） - 小山田柚莉亜（幼少期） 役
- 死神くん 第8話（2014年6月13日、テレビ朝日） - 麗香 役
- 若者たち2014（2014年7月9日 - 9月24日、フジテレビ） - 新城寿々 役
- 信長協奏曲 第10話・最終話（2014年12月15日・22日、フジテレビ） - 初 役
- マジすか学園4 第1話（2015年1月20日、日本テレビ） - さくら（幼少期） 役
- 天使のナイフ（2015年2月22日 - 3月22日、WOWOW） - 桧山愛実 役
- アイムホーム（2015年4月 - 6月、テレビ朝日） - 野沢すばる（幼少期） 役
- 37.5℃の涙 第7話（2015年8月20日、TBS） - 安西香蓮役
- 精霊の守り人 シーズン1（2016年3月19日 - 4月9日、NHK総合） - バルサ（幼少期） 役
- 私 結婚できないんじゃなくて、しないんです（2016年4月15日 - 6月17日、TBS） - 入江千花 役
- 時をかける少女（2016年7月9日 - 8月6日、日本テレビ） - 芳山未羽（幼少期） 役
- 今からあなたを脅迫します 第6話（2017年11月26日、日本テレビ） - 北条愛梨 役
- 特命刑事 カクホの女 第5話・第6話 (2018年2月16日・3月2日、テレビ東京)
- 義母と娘のブルース 第1話 - 第6話（2018年7月10日 - 9月18日、TBS） - 宮本みゆき（幼少期）役[10]
  - 2020年謹賀新年スペシャル（2020年1月2日、TBS） - 宮本みゆき（幼少期）役
  - 2022年謹賀新年スペシャル（2022年1月2日、TBS） - 宮本みゆき（幼少期）役
- 科捜研の女 SEASON18 第5話（2018年11月22日、テレビ朝日） - 栗山陽菜 役[11]
- 大全力失踪 第1回（2019年4月7日、NHK BSプレミアム）- 目黒ゆき 役[12]
- 連続テレビ小説 スカーレット（2019年9月30日 - 10月12日、NHK総合） - 熊谷照子（幼少期）役[2][8]
- 最上の命医2019（2019年10月2日、テレビ東京） - 中園柚 役[13]
- 警視庁捜査資料管理室（仮）（2020年3月14日 - 15日、BSフジ） ‐ 野添久美子（幼少期）役
- 美食探偵 明智五郎 第5話（2020年5月10日、日本テレビ） - 上遠野小春 役[14]
- おもひでぽろぽろ（2021年1月9日、NHK BSプレミアム・BS4K） - 杉本みずき 役[15]
- 君と世界が終わる日に（2021年1月17日 - 3月21日、日本テレビ） - 三原結月 役[16]
  - 君と世界が終わる日に 特別編（2022年2月25日、日本テレビ）[17]
  - 君と世界が終わる日に スペシャル（2023年3月19日、日本テレビ）[18]
- 准教授・高槻彰良の推察 第6話（2021年9月12日、東海テレビ） - 本橋美弥（第四中学校2年生）役
- ポップUP!ドラマ 昼上がりのオンナたち 第1話「マッチングアプリ」（2022年5月20日、フジテレビ） - 谷本比奈 役[19]
- 家政夫のミタゾノ 第5シリーズ 第7話（2022年6月3日、テレビ朝日） - 阿川桜 役
- ぴーすおぶけーき 第3話「臆病です」（2022年11月8日、日本テレビ） - 三吉麗奈 役
- 監察医 朝顔 2025 新春スペシャル（2025年1月3日、フジテレビ） - 女子高生 役[20]
- 北くんがかわいすぎて手に余るので、3人でシェアすることにしました。（2025年7月1日 - 、関西テレビ・フジテレビ） - 大泉天 役[21]

### 映画
- 桜、ふたたびの加奈子（2013年4月6日、ショウ・ゲート） - 野口夏月 役
- 魔女の宅急便（2014年3月1日、東映） - キキ（幼少期） 役
- 兄に愛されすぎて困ってます（2017年6月30日、松竹） - 橘せとか（幼少期）役
- ブラック校則（2019年11月1日、松竹）- 小野田沙希 役
- 七人の秘書（2022年10月7日、東宝） - ユキ 役[22]
- Hello, my friend（2026年公開予定） - ヒロイン[23]

### 配信ドラマ
- 君と世界が終わる日に（Hulu） - 三原結月 役 
  - Season2（2021年3月21日 - 4月25日）
  - Season3（2022年2月25日 - 4月1日）[24]
  - Season5（2024年2月9日 - ）[25]

### 吹き替え
- グリンチ（2018年12月14日） - シンディ・ルー 役[6][26]
- ソウルフル・ワールド（2020年12月25日） - コニー 役
- インサイド・ヘッド2（2024年8月1日） - ライリー 役[27]
- 『インサイド・ヘッド』の世界より:ライリーの夢の製作スタジオ（2024年12月11日） - ライリー 役

### テレビアニメ
- THE REFLECTION（2017年9月9日、NHK総合） - スティール・ルーラー（少女） 役

### 劇場アニメ
- 機動戦士ガンダムNT（2018年11月30日） - ミシェル（8歳） 役[28]
- バースデー・ワンダーランド（2019年4月26日） - まゆこ 役
- かがみの孤城（2022年12月23日） - フウカ 役[29]

### 舞台
- 神の子どもたちはみな踊る after the quake（2019年7月31日 - 8月16日、よみうり大手町ホール） - 沙羅 役※竹内咲帆　とのダブルキャスト。
- ミュージカル「DOROTHY（ドロシー）〜オズの魔法使い〜」（2022年8月20日 - 28日、東京：日本青年館ホール / 9月16日 - 19日、兵庫：兵庫県立芸術文化センター 阪急中ホール他全国巡演） - オズの精 役[30]

### CM
- ユニバーサル・スタジオ・ジャパン「『ウィザーディング・ワールド・オブ・ハリー・ポッター』のハロウィン」
- 東北インテリジェント通信「トークネット光」
- 江崎グリコ「ポッキー」
- 日立製作所「パワーブーストサイクロン｣
- セイバン「天使のはねモデルロイヤル」
- アサヒ飲料「なないろwater's」
- ケンタッキーフライドチキン
- パイロットインキ「おめめぱちくりネネちゃん」
- メットライフアリコ
- ファンケル「無添加スキンケア」
- マクドナルド「チキンマックナゲット」
- トヨタ自動車「ポルテ」[3]
- ヤマザキナビスコ「オレオ」

### スチール
- 花王「メリット」
- 集英社 新聞広告
- ベネッセ「こどもちゃれんじ」

### ミュージックビデオ
- Not yet「世界の風を僕らは受けて」PV
- AKB48「ギンガムチェック」PV 高橋栄樹ver.

### バラエティ
- キョコロヒー（2024年1月29日、テレビ朝日） - 番組内ドラマ企画 菜帆役

### 情報番組
- めざましテレビ（2025年4月 -、フジテレビ） - イマドキガール

## 書籍

### 雑誌
- Popteen（2022年8月号 - 、角川春樹事務所）- レギュラーモデル